# Miquel Porta i Serra
Miquel Porta i Serra (Barcelona, 1957) és un doctor en medicina, investigador i professor universitari català. Treballa a l'Institut Hospital del Mar d'Investigació Mèdica (IMIM) de Barcelona, és catedràtic de Medicina Preventiva i Salut Pública de la Universitat Autònoma de Barcelona i Professor Adjunt a la University of North Carolina a Chapel Hill dels EUA. Va fer un màster becat per la Fundació La Caixa.
Com a professor, ha impartit classes sobre epidemiologia a diverses universitats arreu del món, entre les quals destaquen la Universitat Harvard, l'Imperial College (Londres), la Universitat de Kuwait, la Universitat McGill (Montréal, Canadà) i diverses universitats de Brasil i Mèxic.
Com a investigador, ha publicat més de tres centenars de treballs d'investigació en diverses revistes científiques, com The Lancet, Nature, Journal of Clinical Oncology, Gut, International Journal of Cancer, British Journal of Cancer, American Journal of Epidemiology, American Journal of Public Health, Epidemiology o Preventive Medicine, entre moltes altres. És coeditor del Journal of Epidemiology & Community Health i de l'European Journal of Epidemiology. Ha estat president de la Societat Espanyola d'Epidemiologia (1994-1998) i de la European Epidemiology Federation (IEA EEF) (2002-2005). Destaca l'edició de A dictionary of epidemiology (2008, 2014). El 2018 va publicar Vive más y mejor, el seu primer llibre de divulgació adreçat al públic general sobre la contaminació interna de les persones i les maneres de reduir-la. El 2019 edita l'obra col·lectiva Los imaginarios colectivos, la salud pública y la vida. Para conversar desde las artes sobre nuestro bienestar en sociedad. El 2022 va publicar un nou llibre en castellà, Epidemiología cercana, un conjunt d’assaigs sobre epidemiologia, cultura, ètica i polítiques. Una idea central en l’obra és que l’epidemiologia és una ciència i una professió pròxima i propera als problemes reals de la gent real. (Porta M. Epidemiología cercana. La salud pública, la carne y el oxidado cuchillo del miedo. Pròleg de Pampa García Molina. Epíleg de Miguel Hernán. Editorial Triacastela, Madrid, 2022).